# Bedřich Kancnýř
Bedřich Kancnýř (5. prosince 1851 Náměšť nad Oslavou – 23. srpna 1940 Tišnov) byl rakouský právník a politik z Moravy; poslanec Moravského zemského sněmu.

## Biografie
Narodil se v Náměšti nad Oslavou. Jeho otcem byl soukeník a podruh František Kancnýř, matkou Anna Svobodová. V letech 1858–1864 vychodil národní školu v rodném městě, později se soukromě vzdělával u kaplana K. Bobrovského. Pak chodil na gymnázium, od roku 1867 přešel na nově založené české gymnázium v Brně. Roku 1872 maturoval. Na studia mu přispěli chudí rodiče a stipendium mu poskytl Dr. Alois Pražák. Odešel studovat práva do Vídně a Krakova. Státní zkoušky složil roku 1876. Absolvoval Vídeňskou univerzitu.
Během studií doučoval středoškoláky a vydělával si jako stenograf v advokátní kanceláři. Po dokončení vysoké školy byl od srpna 1876 na soudní praxi ve Vídni. 2. října 1876 se stal auskultantem, přičemž do roku 1877 působil ve Znojmě, do července 1878 u okresního soudu v Náměšti nad Oslavou, do listopadu 1878 v Brně u přestupkového soudu, do února 1879 v Blansku u okresního soudu. V Blansku byl následně jmenován soudním adjunktem a působil zde do ledna 1884, kdy přešel na vlastní žádost do Kroměříže. Od 20. září 1891 byl okresním soudcem v Dačicích, pak od 27. června 1898 radou zemského soudu v Brně. V červenci 1909 získal titul vrchního zemského soudního rady. Na penzi odešel v březnu 1911. Od roku 1879 byla jeho manželkou Marie Schoberová (1859–1931), dcera vedoucího c. k. skladu ve Vídni. Měli čtyři děti.
Byl veřejně a politicky činný. V Blansku založil český okrašlovací spolek. Od roku 1879 byl po tři roky členem obecního zastupitelstva. Získal čestné občanství Blanska. I v Kroměříži založil okrašlovací spolek a od roku 1877 do roku 1892 byl jeho předsedou. Roku 1877 spoluzaložil cyklistický spolek a roku 1887 měl hlavní referát na prvním sjezdu českých velocipedistů na Moravě. Byl předsedou Družstva pro vystavení závodní dráhy velocipedistické. Podílel se na organizování národních a mezinárodních závodů. V Dačicích měl podíl na vzniku veřejné knihovny a českého bruslařského klubu. Roku 1895 se podílel na pořádání národopisné výstavu Dačicka a Jemnicka. Od roku 1895 byl členem hospodářského spolku a měl podíl na jeho přeměnu v český spolek. Inicioval také založení zemské hospodářské školy v Dačicích.
Koncem 19. století se zapojil i do vysoké politiky. V zemských volbách v roce 1896 byl zvolen na Moravský zemský sněm, kde zastupoval kurii venkovských obcí, obvod Dačice, Jemnice. Mandát zde obhájil v zemských volbách v roce 1902. Ve volbách roku 1896 je uváděn jako mladočeský kandidát. Byl tehdy společným českým kandidátem (v četných obvodech došlo k předběžné koordinaci a dohodě o vzájemné podpoře mezi staročechy a mladočechy). Za mladočechy kandidoval i ve volbách roku 1902. Na Moravě byli mladočeši organizováni v rámci sesterské Lidové strany na Moravě.
V roce 1927 u příležitosti 60. výročí vzniku Slovanského gymnázia v Brně, založil při něm Kancnýř stipendium na podporu nemajetných studentů.
Je pohřben na Ústředním hřbitově v Brně.  V Dačicích je po něm pojmenován sad.

## Publikace
- Bedřich Kancnýř. Chudinství vůbec a na Moravě zvlášť: Řeč posl. Bedřicha Kancnýře na sněmu mor. dne 19. října 1904. Brno: Klub lidové strany na Moravě, 1904. 23 s. Dostupné online.